# Phare de Sopot
Le phare de Sopot (en polonais : Latarnia Morska Sopot) est un phare situé dans le port de Sopot (Voïvodie de Poméranie - Pologne).
Ce phare est sous l'autorité du Bureau maritime régional (en polonais : Urząd Morski (pl)) de Gdynia.

## Description
Le phare est installé dans la tour d'observation qui est ouvert au public. Elle appartenait à un centre de balnéothérapie qui a été construit en 1903-04. Après la seconde guerre mondiale, l'établissement a été racheté par la ville de Sopot et il est devenu un hôpital de rhumatologie.
En 1957, après la suppression de la chaudière de l'hôpital, le haut de la cheminée a été détruite et remplacée par une lanterne de signalisation maritime. Elle émet, un éclat blanc toutes les 4 secondes, visible jusqu'à 13 kilomètres.
Le phare est aussi l'une des onze stations côtières AIS-PL de l'HELCOM, qui surveille automatiquement le trafic maritime dans cette zone côtière.
Identifiant : ARLHS : POL034 - Amirauté : C3046 - NGA : 6844 .

## Caractéristique dufeu maritime
- Fréquence sur 4 secondes :
  - Lumière : 0.3 seconde
  - Obscurité : 3.7 secondes

|          |
| Le phare |

|             |
| La lanterne |

### Lien connexe
- Liste des phares de Pologne